# Mårten Boije
Mårten Boije, död 25 november 1596 i Pernå församling, var en lagman och militär.

## Biografi
Mårten Boije var son till ståthållaren Nils Boije och Brita Kristersdotter Horn. Han blev 1574 ryttare under Lars Torstenssons fana och 1580 ryttmästare för finska fanan. Boije blev 7 augusti 1590 lagman i Karelens lagsaga och mönstrade krigsfolk 1593. Han avled 1596 på Isnäs i Pernå församling.

### Egendom
Boije ägde Gennarby i Tenala socken och Isnäs i Pernå socken.

### Familj
Boije gifte sig 24 november 1577 på Gennarby med Margareta Hansdotter, dotter av amiralen Hans Larsson (Björnram) och Anna Persdotter (Ållongren till Finland). De fick tillsammans barnen Hans Boije, Hans Boije, ståthållaren Hans Boije (1581–1617), Christian Boije (född 1583), Anna Boije (född 1585), Göran Boije (född 1586), överstelöjtnanten Erik Boije (1588–1647), kaptenen Nils Boije (1590–1656) och Brita Boije (född 1591).